# Horní Podhájí
Horní Podhájí je malá vesnice, část obce Struhařov v okrese Benešov. Nachází se asi 3,5 km na jihozápad od Struhařova. V roce 2009 zde bylo evidováno 17 adres. Horní Podhájí leží v katastrálním území Skalice u Benešova o výměře 3,79 km².

## Historie
První písemná zmínka o vesnici pochází z roku 1544.

## Galerie

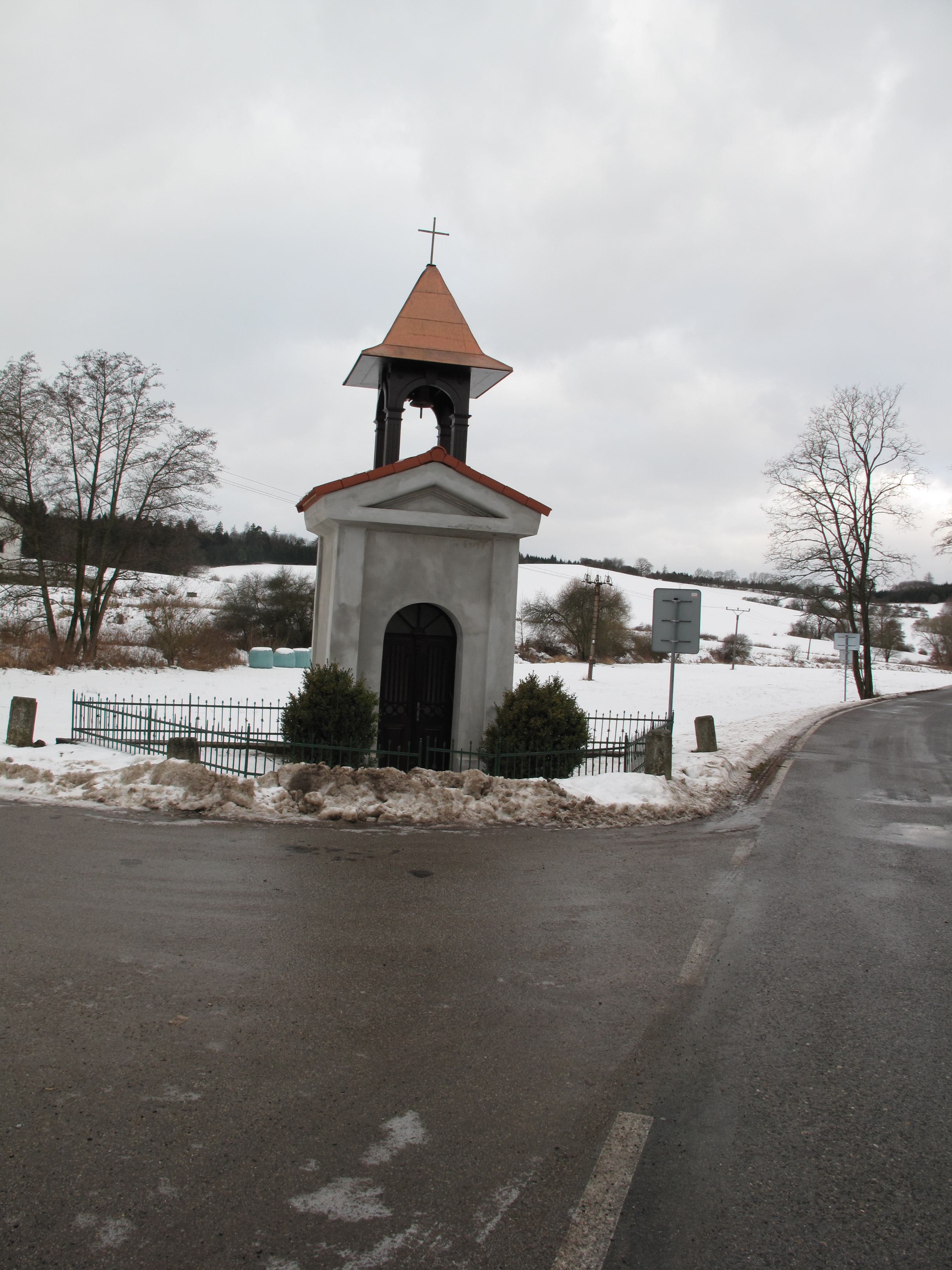
Kaplička
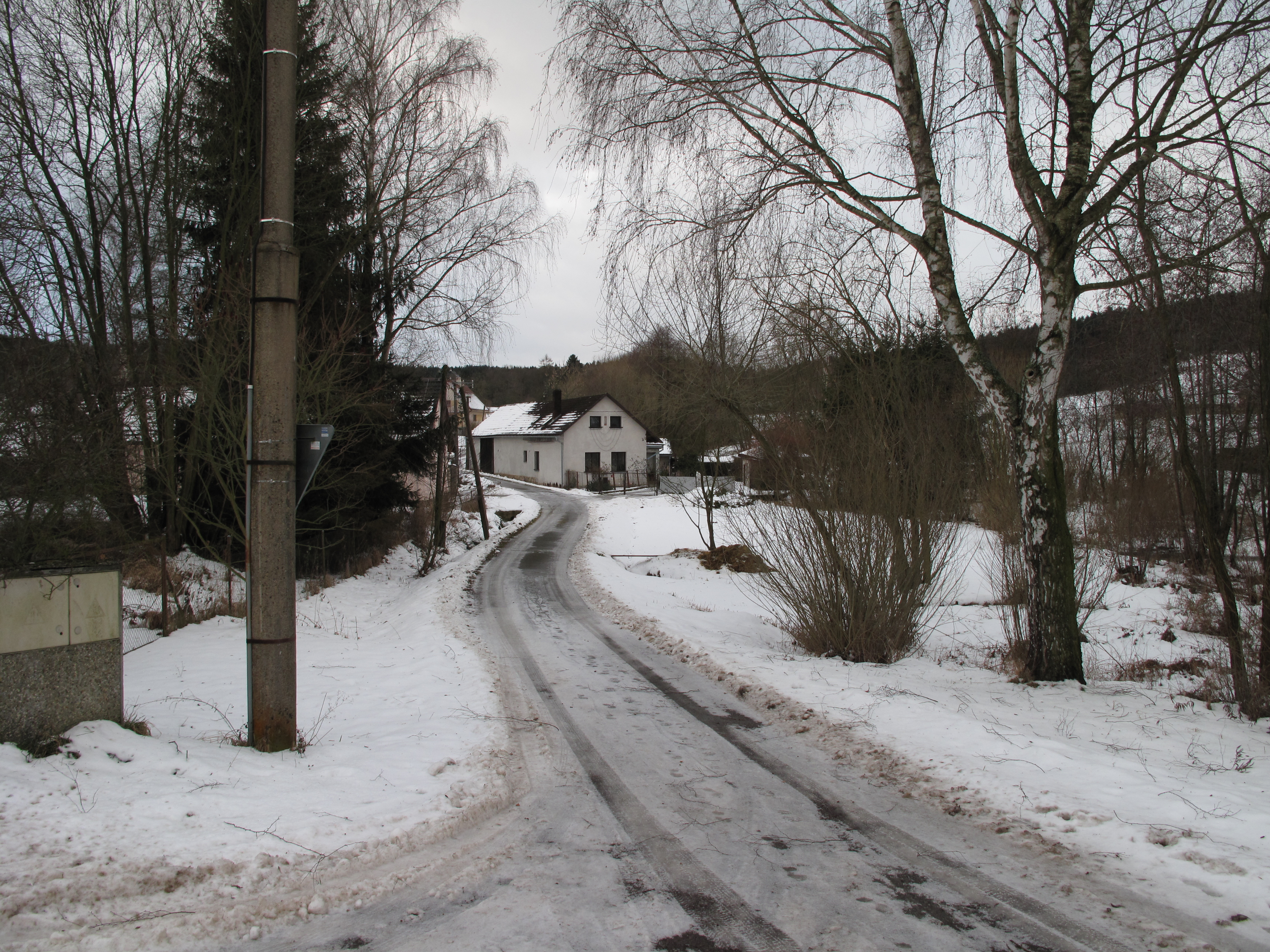
Cesta
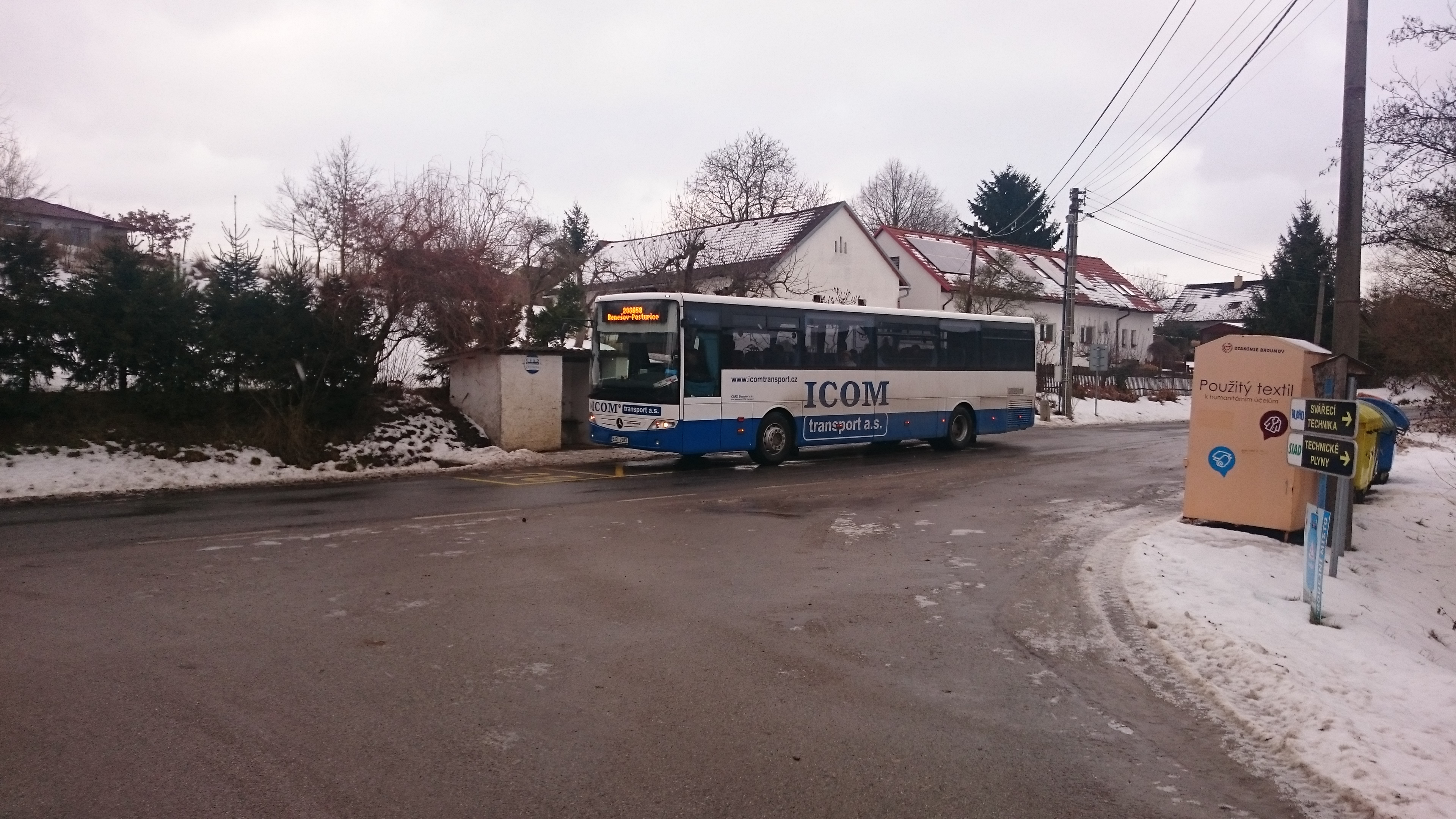
Autobus